# Флаг Коломяг
Флаг внутригородского муниципального образования муниципальный округ Коломя́ги в Приморском районе города Санкт-Петербурга Российской Федерации — опознавательно-правовой знак, служащий официальным символом муниципального образования и знаком единства его населения.
Флаг утверждён 14 мая 2008 года как флаг муниципального округа № 70 (28 февраля 2011 года переименован в муниципальный округ Коломяги) и внесён в Государственный геральдический регистр Российской Федерации с присвоением регистрационного номера 4029.

## Описание
«Флаг муниципального образования муниципального округа № 70 представляет собой прямоугольное полотнище с отношением ширины флага к длине — 2:3, воспроизводящее композицию герба муниципального образования муниципального округа № 70 в красном, жёлтом и белом цветах».
Геральдическое описание герба гласит: «В червлёном (красном) поле две обнажённые понижено перекрещённые золотые сабли рукоятями вверх, поверх скрещения которых серебряная брошь (в виде овального камня, окруженного двумя рядами малых камней: во внутреннем ряду круглых, во внешнем — каплевидных, расширяющихся наружу), скрепляющая пять серебряных страусовых перьев, выходящих вверх между саблями так, что одно перо положено в столб, по два — в стороны от него веерообразно, причём внешние короче внутренних».

## Символика
Флаг составлен на основании герба муниципального образования муниципальный округ № 70, в соответствии с традициями и правилами вексиллологии и отражает исторические, культурные, социально-экономические, национальные и иные местные традиции.
Современная территория муниципального образования муниципального округа Коломяги состоит из двух, некогда располагавшихся здесь, населённых пунктов — деревень Коломяги и Каменка. Фигуры флага напоминают об историческом наследии местности Коломяги.
С 1789 года владельцем земель — Новой и Старой Деревни и Коломяг, входящих в мызу Каменный Нос, — стал С. С. Яковлев — сын знаменитого столичного купца-миллионера. Через пять лет после его смерти территория мызы была разделена, причём граница прошла прямо через Коломяги. Южная часть перешла дочери Яковлева, а северная — зятю Яковлева — генералу Алексею Петровичу Никитину — герою войны с Наполеоном. С 1832 году Никитин стал владельцем деревни Коломяги. Портрет героя войны 1812 года, нарисованный Джорджем Доу, хранится в Военной галерее Зимнего дворца. 26 августа 1812 года А. П. Никитин командовал конной ротой в Бородинском сражении. При защите батареи Н. Н. Раевского рота потеряла 90 человек и 13 лошадей, сам Никитин получил контузию, но не оставил строя до самого конца битвы. За боевые заслуги он был награждён высшими русскими и иностранными орденами и дважды (в 1813 и 1814 годах) золотой, украшенной бриллиантами, шпагой с надписью «За храбрость». В 1847 году он был возведён в графское достоинство. Память о нем в Коломягах до сих пор в названиях улиц — Первой и Второй Никитинских. Каменный особняк генерала — коломяжское «дворянское гнездо», сохранился до наших дней. Две перекрещённые шпаги — детали родового герба Никитиных.
После смерти А. П. Никитина, в феврале 1858 года имение унаследовала его дочь — Елизавета, состоявшая в браке за генерал-майором Фёдором Васильевичем Орловым-Денисовым. В молодые годы он участвовал в нескольких военных кампаниях. Позднее, как походный атаман казачьих полков, участвовал в войнах на Кавказе, в Крыму и на Дунае. Сослуживцы отзывались о нём как о храбром человеке, отличавшимся приветливостью, гостеприимством и доброжелательностью.
Исторической достопримечательностью территории Коломяг является сохранившийся бывший усадебный дом и парк графов Орловых-Денисовых. Герб Орлова-Денисова украшал фронтон южного портика усадебного дома в Коломягах. В геральдически левой (стороны в геральдике определяются от лица держащего щит) верхней четверти родового герба Орловых-Денисовых — «в красном поле крестообразно положены две сабли и на них перо, украшенные алмазами, которые Всемилостивейшее пожалованы были Генералу от кавалерии, графу Фёдору Петровичу Денисову за мужественную и верную его службу».
Красный, белый и жёлтый цвета — геральдические цвета города Санкт-Петербурга (цвета герба и флага города) — символ вхождения муниципального образования муниципального округа Коломяги в состав Санкт-Петербурга.
Также сочетание золота и червлени — напоминание о родовых цветах рода Ольденбургских, владевших в дореволюционное время деревней Каменка (немецкая колония Каменка возникла в 1866 году на арендованных у графа Шувалова землях и просуществовала до 1942 года).
С середины XIX века — Коломяги одно из любимых мест дачного отдыха жителей Санкт-Петербурга. Это был один из живописных пригородов столицы, привлекавший поэтов и художников.
Белая брошь со страусовыми перьями — символ великолепия усадьбы и бывшей дачной местности.
Красный цвет — символ пролитой крови, мужества и самоотверженности — напоминает о военных заслугах владельцев бывшей усадьбы Коломяги (наряду с символом перекрещённых золотых сабель). Красный цвет также символ красоты (в древнерусской традиции красный — «красивый») и солнца.
Белый цвет (серебро) — чистота помыслов, правдивость, невинность, благородство, откровенность, непорочность, надежда.
Жёлтый цвет (золото) — символ божественного сияния, благодати, прочности, величия, солнечного света. Символизирует также могущество, силу, постоянство, знатность, справедливость, верность.